# 제2기 카얀데르 내각
제2기 카얀데르 내각(핀란드어: Cajanderin toinen hallitus 카얀데린 토이넨 할리투스[*])은 핀란드 공화국의 여덟 번째 내각이다.
1924년 1월 18일에서 1924년 5월 31일까지 성립했다. 선거관리내각이었다.
| 직책                                                     | 성명                     | 재임기간                        | 정당 | 정당   |
| -------------------------------------------------------- | ------------------------ | ------------------------------- | ---- | ------ |
| 총리 Pääministeri                                        | 아이모 카얀데르          | 1924년 1월 18일–1924년 5월 31일 |      | 무소속 |
| 외무장관 Ulkoasiainministeri                             | 칼 엔켈                  | 1924년 1월 18일–1924년 5월 31일 |      | 무소속 |
| 법무장관 Oikeusministeri                                 | 오스카르 릴리우스        | 1924년 1월 18일–1924년 5월 31일 |      | 무소속 |
| 방위장관 Puolustusministeri                              | 빅토르 헨리크 슈빈트     | 1924년 1월 18일–1924년 3월 11일 |      | 무소속 |
| 방위장관 Puolustusministeri                              | 이바르 아미노프          | 1924년 3월 11일–1924년 5월 31일 |      | 무소속 |
| 내무장관 Sisäasiainministeri                             | 위리외 요한네스 에스켈래 | 1924년 1월 18일–1924년 5월 31일 |      | 무소속 |
| 재무장관 Valtiovarainministeri                           | 후고 렐란데르            | 1924년 1월 18일–1924년 5월 31일 |      | 무소속 |
| 교육장관 Opetusministeri                                 | 위리외 로이마란타        | 1924년 1월 18일–1924년 5월 31일 |      | 무소속 |
| 농무장관 Maatalousministeri                              | 외스텐 엘프빙            | 1924년 1월 18일–1924년 5월 31일 |      | 무소속 |
| 운수공공장관 Kulkulaitosten ja yleisten töiden ministeri | 에베르트 스코그스트룀    | 1924년 1월 18일–1924년 5월 31일 |      | 무소속 |
| 상공장관 Kauppa- ja teollisuusministeri                  | 햘마르 프로코페          | 1924년 1월 18일–1924년 5월 31일 |      | 무소속 |
| 사회장관 Sosiaaliministeri                               | 에이나르 뵈크            | 1924년 1월 18일–1924년 5월 31일 |      | 무소속 |

| 전임 제1기 칼리오 내각 | 제8대 핀란드 공화국의 내각 1924년 1월 18일–1924년 5월 31일 | 후임 제2기 잉그만 내각 |